# Acalolepta niasana
Acalolepta niasana es una especie de escarabajo longicornio del género Acalolepta, tribu Monochamini, subfamilia Lamiinae. Fue descrita científicamente por Breuning en 1969.
Se distribuye por Indonesia (Sumatra). Mide aproximadamente 16-20 milímetros de longitud.